# Ворен Киган
Ворен Киган (енгл. Warren J. Keegan) је амерички економиста, професор маркетинга и међународног пословања и директор Центра за глобалну пословну стратегију на Лубин пословној школи, на Универзитету Пејс, у Њујорку.
Поред тога што је ко-оснивач предузећа Киган и компанија (Keegan & Company LLC), основао је и Ворен Киган сарадници (Warren Keegan Associates, Inc.), консултантски конзорцијум експерата из области маркетинга и стратешког менаџмента.

## Дела
- Примери из праксе управљања економским развојем (Case studies in the management of economic development), 1968.
- Управљање вишенацилним маркетингом (Multinational marketing management), 1980.
- Избори и одлуке: Ефективно управљање путем знања о себи (Choices, and Decisions: Effective Management Through Self-Knowledge), 1984.
- Маркетинг (Marketing), 1994.
- Маркетинг планови који функционишу: циљање раста и профитабилности (Marketing Plans That Work: Targeting Growth and Profitability), 1997.
- Управљање глобалним маркетингом (Global Marketing Management), 2001.
- Нападачки маркетинг: Стварање јединствене вредности и компаративне предности у дигиталној ери (Offensive Marketing: Creating Unique Value & Competitive Advantage in a Digital Era), 2004.

### Коаутор
- Мериеке Демој (Marieke Demooij, Marieke K De Mooij), Ворен Киган: Оглашање широм света: Концепти, теорије и пракса међународног, вишенационалног и глобалног оглашавања (Advertising Worldwide: Concepts, Theories, and Practice of International, Multinational, and Global Advertising), 1991.
- Ворен Киган, Марк Грин: Принципи глобалног маркетинга (Principles of global marketing), 1996.
- Ворен Киган, Марк Грин (Mark C Green): Глобални маркетинг (Global Marketing), 2000.
- Ворен Киган, Бодо Шлегелмич (Bodo B. Schlegelmilch): Управљање глобалним маркетингом: Европска перспектива (Global marketing management : a European perspective), 2001.